# 新费城
新费城（New Philadelphia）是美国俄亥俄州塔斯卡罗瓦斯县一个城市和县城。作为该县最大的城市，新费城位于塔斯卡罗瓦斯河沿岸。 它位于克利夫兰南部114公里，哥伦布东北部192公里。 2010年人口普查的人口为17,288人。
由于煤炭和粘土的存在，城市中的早期工业以采矿业为主，制造钢铁、罐装货物，屋顶瓦，下水管，砖，吸尘器，炉管，车厢，面粉，扫帚，压制、冲压和搪瓷制品。
新费城是新费城-多佛小都会统计区的主要城市，包括塔斯卡罗瓦斯县的全部，即东北俄亥俄州的南部地区。